# Aixa (eina)
Una aixa és una eina que serveix per treballar la fusta. L'empren els fusters, els boters, els carreters i, molt especialment, els fusters de ribera o navals, coneguts per això amb el nom de mestres d'aixa.
L'aixa està formada per una planxa d'acer amb un mànec. El tall està disposat perpendicularment a l'eix del mànec (en una destral el tall és relativament paral·lel al mànec).

## Tipus d'aixes
- Aixa corba d'una sola mà, amb la fulla metàl·lica corbada i el tall inclinat de fora a dins.
- Aixa de dues mans, de mànec llarg i recte, amb la fulla de metall generalment plana.
- Aixa de mà, amb mànec curt a voltes corbat, el ferro pla una mica ample i amb el tall molt afinat.

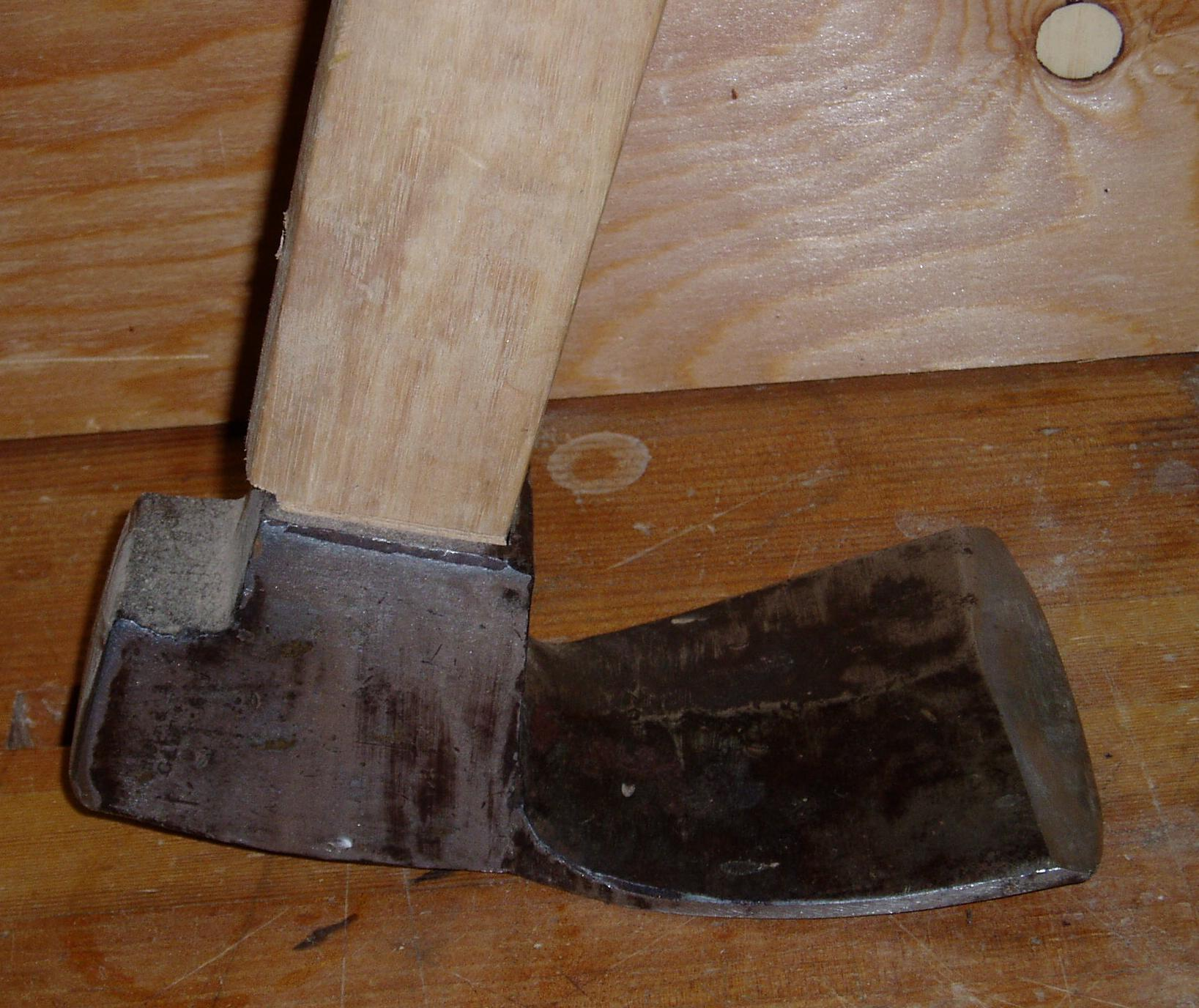
Aixa
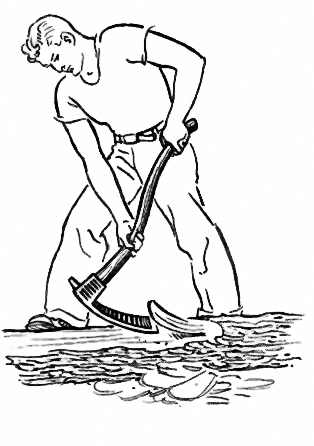
Forma d'usar l'aixa de dues mans

Les eines agrícoles aixada, aixadell, aixadella i alguna altra, s'assemblen a l'aixa.

## En l'Antic Egipte
Es troben aixes a l'Antic Egipte des de l'Imperi Antic. Originalment la fulla de l'aixa era feta de pedra, però en el Període Predinàstic, ja existien aixes de coure que van substituir les de sílex. Les fulles de pedra eren lligades al mànec de fusta, mentre que les fulles de metall s'encaixaven directament al mànec.
A la llista de Gardiner, al subgrup "U", apareixen representacions d'aixes en jeroglífic.
| U19 |

| U19 |

| U20 |

| U20 |

| U21 |

| U21 |

L'ahnetjer (Manual de Codificació, transliteració: aH-NTR) es mostra com un instrument similar a una aixa, que fou utilitzat en la cerimònia de l'obertura de la boca, amb la intenció de transmetre poder als sentits de les estàtues i mòmies, facultats per les quals es manifesta la vida. Pel que sembla era la pota davantera d'un bou acabat de sacrificar amb el que se'ls tocava la boca.
L'aixa com a instrument cerimonial derivava de l'eina de treball utilitzada per picapedrers o fusters, encara que alguns estudiosos pensen que podria provenir de l'instrument emprat per tallar el cordó umbilical del nounat.